# Bertha Pappenheim

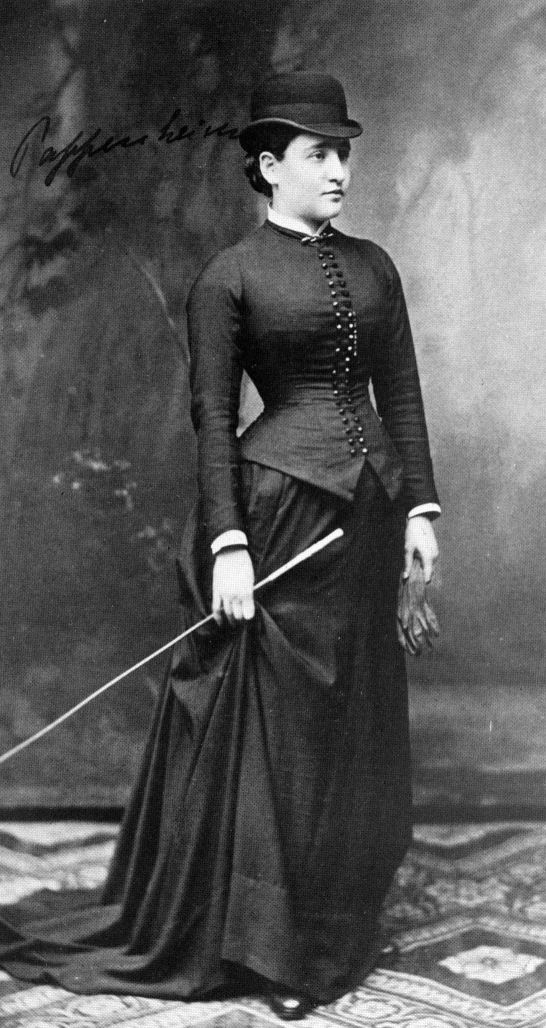
Bertha Pappenheim während ihres Aufenthalts im Sanatorium Bellevue, 1882

Bertha Pappenheim (geboren am 27. Februar 1859 in Wien, Kaisertum Österreich; gestorben am 28. Mai 1936 in Neu-Isenburg, Deutsches Reich) war eine österreichisch-deutsche Frauenrechtlerin. Sie war Gründerin des Jüdischen Frauenbundes sowie des Mädchenwohnheims Neu-Isenburg. Bekannt wurde sie darüber hinaus als Patientin Anna O. Die von Josef Breuer zusammen mit Sigmund Freud in den Studien über Hysterie veröffentlichte Fallgeschichte war für Freud Ausgangspunkt für die Entwicklung seiner Theorie der Hysterie und damit der Psychoanalyse.

## Leben

### Kindheit
Bertha Pappenheim war die dritte Tochter von Siegmund und Recha Pappenheim. Ihr Vater (1824–1881) stammte aus Pressburg (heute Bratislava). Der Familienname verweist auf das fränkische Pappenheim. Ihre Mutter (1830–1905), eine geborene Goldschmidt, stammte aus Frankfurt am Main. Beide Familien waren wohlhabend und im orthodoxen Judentum verwurzelt. Bertha Pappenheim wurde als „höhere Tochter“ erzogen, besuchte eine katholische Mädchenschule und führte ein durch den jüdischen Festkalender und Sommeraufenthalte in Ischl gegliedertes Leben.
Als Bertha 8 Jahre alt war, starb ihre älteste Schwester Henriette (1849–1867) an Tuberkulose. Als sie 11 Jahre alt war, zog die Familie aus der Leopoldstadt, dem hauptsächlich von ärmeren Juden bewohnten Viertel Wiens, in die Liechtensteinstraße im IX. Bezirk. Mit 16 Jahren verließ sie die Schule, widmete sich Handarbeiten und half ihrer Mutter bei der koscheren Zubereitung der Speisen. Der 18 Monate jüngere Bruder Wilhelm (1860–1937) besuchte derweil das Gymnasium und wurde darum von Bertha heftig beneidet.

### Krankheit
Während des Sommers 1880, als sich die Familie wieder zur Sommerfrische in Bad Ischl aufhielt, erkrankte der Vater schwer an einer fiebrigen Brustfellentzündung, was zu einem Wendepunkt im Leben Bertha Pappenheims wurde. Während einer Nachtwache am Bett des Kranken wurde sie plötzlich von Halluzinationen und Angstzuständen gequält. In der Folge zeigte ihre Erkrankung ein breites Spektrum verschiedener Symptome:
- Sprachstörungen (Aphasien): Zeitweise konnte sie überhaupt nicht sprechen, zeitweise sprach sie nur Englisch, manchmal auch nur Französisch oder Italienisch. Deutsch verstehen konnte sie hingegen jederzeit. Das Auftreten der Aphasien erstreckte sich manchmal über Tage, manchmal wechselte es auch mit der Tageszeit.
- Neuralgien: Sie litt unter Nervenschmerzen im Gesichtsbereich, die mit Morphin und Chloral behandelt wurden. Die Medikation führte zum Entstehen einer Morphin- und Chloralsucht. Die Schmerzen waren so heftig, dass man die chirurgische Durchtrennung des Trigeminus in Erwägung zog.
- Lähmungserscheinungen (Paresen): Die Lähmungen und Taubheitserscheinungen traten an den Gliedmaßen vorwiegend halbseitig auf. Eigentlich rechtshändig, musste sie wegen dieser Lähmungen linkshändig schreiben lernen.
- Sehstörungen: Vorübergehend zeigten sich Störungen der Augenmotorik. Sie nahm Gegenstände stark vergrößert wahr und schielte.
- Stimmungsschwankungen: Über längere Zeiträume hinweg zeigte sie im Tagesrhythmus einen Wechsel zwischen Angstzuständen und Depressionen, gefolgt von entspannten und gelösten Zuständen.
- Amnesien: Die Kranke erinnerte sich in dem einen der Zustände nicht an Ereignisse oder ihr Handeln während des anderen Zustandes.
- Essstörungen: In Krisensituationen nahm sie keine Nahrung zu sich. Während eines heißen Sommers verweigerte sie wochenlang die Aufnahme von Flüssigkeiten und ernährte sich nur von Obst.

Die Familie reagierte auf diese Krankheitsäußerungen zunächst nicht. Erst im November übernahm der mit der Familie befreundete Josef Breuer die Behandlung. Er animierte die Kranke, teils unter leichter Hypnose, zum Erzählen von Geschichten, was zu einer teilweisen Besserung des Krankheitsbilds führte, während sich der Gesamtzustand weiter verschlechterte. Ab dem 11. Dezember 1880 war Bertha Pappenheim für mehrere Monate bettlägerig.

### Tod des Vaters
Am 5. April 1881 starb Bertha Pappenheims Vater. Daraufhin verfiel sie zunächst in völlige Starre und nahm über Tage keine Nahrung mehr an. In der Folge verschlimmerten sich ihre Symptome, sodass man sie gegen ihren Willen am 7. Juni in das Sanatorium Inzersdorf brachte, wo sie sich in den folgenden Jahren (teils auf eigenen Wunsch) noch mehrfach aufhielt. Zunächst aber blieb sie dort bis November. Nach ihrer Rückkehr zur Familie wurde sie weiter von Breuer behandelt.
Die mühsamen und langsamen Fortschritte der „Erinnerungsarbeit“, bei der die einzelnen Symptome nach ihren Episoden erinnert und „aufgelöst“ wurden, gelangten laut Breuer am 7. Juni 1882 zu einem Abschluss, nachdem die Kranke die erste Nacht mit Halluzinationen in Ischl rekonstruiert hatte. „Seitdem erfreut sie sich vollständiger Gesundheit.“ Mit diesen Worten schloss Breuer seinen Krankenbericht ab.

### Sanatorium Bellevue
Breuer überwies Bertha Pappenheim bereits am 12. Juli 1882 in die von Robert Binswanger geleitete Privatklinik Bellevue in Kreuzlingen am Bodensee. Nach Pappenheims Behandlung in Bellevue wurde sie von Breuer nicht mehr persönlich betreut.
Während ihres Aufenthalts in Kreuzlingen besuchte sie ihren Cousin Fritz Homburger und ihre Cousine Anna Ettlinger in Karlsruhe. Letztere war Mitbegründerin des Karlsruher Mädchengymnasiums, das auch von der jungen Rahel Straus besucht wurde. Anna Ettlinger widmete sich schriftstellerischen Arbeiten – in einem 1870 erschienenen Artikel Ein Gespräch über die Frauenfrage hatte sie für Frauen gleiche Rechte auf Bildung gefordert –, erteilte Privatunterricht und veranstaltete „Literaturkurse für Damen“. Bertha Pappenheim las ihr einige von ihr verfasste Märchen vor und die 14 Jahre ältere Cousine ermutigte zur Fortsetzung ihrer schriftstellerischen Tätigkeit.
Darüber hinaus nahm Pappenheim während dieses Besuchs Ende 1882 an einer Krankenpflegeausbildung teil, die vom Badischen Frauenverein angeboten wurde. Ziel dieser Ausbildung war die Qualifikation junger Damen als Leiterinnen von Krankenpflegeeinrichtungen. Durch die zeitliche Beschränkung ihres Besuches konnte sie die Ausbildung nicht beenden.
Am 29. Oktober 1882 wurde sie aus der Behandlung in Kreuzlingen in gebesserter Verfassung entlassen. In den folgenden Jahren, aus denen biographisch wenig bekannt ist, lebte sie zurückgezogen bei ihrer Mutter in Wien. Drei Aufenthalte in Inzersdorf sind für diese Zeit belegt, ihre Erkrankung war nicht überwunden.
Trotz ihrer Erkrankung war Bertha Pappenheim eine starke Persönlichkeit. Breuer beschreibt sie als eine Frau „von bedeutender Intelligenz, erstaunlich scharfsinniger Kombination und scharfsichtiger Intuition […].“

### Frankfurt
Mit 29 Jahren, im November 1888, siedelte sie zusammen mit ihrer Mutter nach Frankfurt am Main über. Das familiäre Umfeld in Frankfurt war teils orthodox, teils liberal orientiert. Anders als in Wien war man nicht nur im Bereich der Wohltätigkeit, sondern auch in Kunst und Wissenschaft engagiert. Die Familien Goldschmidt und Oppenheim waren als Kunstmäzene und -sammler bekannt und unterstützten wissenschaftliche und akademische Projekte, insbesondere bei der Begründung der Frankfurter Universität.
In diesem Umfeld begann Bertha Pappenheim sowohl mit intensiveren schriftstellerischen Arbeiten (erste Veröffentlichungen ab 1888, zunächst anonym, dann unter dem Pseudonym P. Berthold) als auch damit, sich sozial und politisch zu engagieren. Zunächst arbeitete sie in einer Armenküche und als Vorleserin im Mädchenwaisenhaus des Israelitischen Frauenvereins. 1895 übernahm sie kommissarisch die Leitung des Waisenhauses, ein Jahr später wurde ihr die Leitung fest übertragen. In den folgenden zwölf Jahren gelang es ihr, die Erziehungsarbeit vom ausschließlichen Ziel einer späteren Verheiratung auf die Ausbildung zur beruflichen Eigenständigkeit auszurichten.
1895 fand in Frankfurt die Gesamttagung des Allgemeinen Deutschen Frauenvereins (ADF) statt. Pappenheim nahm daran teil und beteiligte sich später am Aufbau einer Ortsgruppe des ADF. In den folgenden Jahren begann sie – zunächst in der Zeitschrift Ethische Kultur – Artikel zum Thema Frauenrechte zu veröffentlichen. Zudem übersetzte sie Mary Wollstonecrafts A vindication of the rights of woman.

### Jüdischer Frauenbund
Bei der im Oktober 1902 in Frankfurt abgehaltenen ersten deutschen Konferenz zur Bekämpfung des Mädchenhandels wurde Bertha Pappenheim zusammen mit Sara Rabinowitsch beauftragt, eine Reise nach Galizien zur Untersuchung der dortigen sozialen Situation zu unternehmen. In ihrem 1904 erschienenen Bericht über die mehrmonatige Reise schildert sie die aus der Kombination von agrarischer Rückständigkeit und beginnender Industrialisierung, aber auch aus der Kollision von Chassidismus und Zionismus entstehenden Probleme.
Auf dem Kongress des International Council of Women 1904 in Berlin wurde die Gründung eines nationalen jüdischen Frauenverbandes beschlossen, der ähnlich dem von Helene Lange 1894 mitbegründeten Bund Deutscher Frauenvereine (BDF) die sozialen und emanzipatorischen Bestrebungen der jüdischen Frauenvereine zusammenfassen sollte. Bertha Pappenheim wurde zur ersten Vorsitzenden des Jüdischen Frauenbundes (JFB) gewählt, den sie zwanzig Jahre lang leiten und für den sie bis zu ihrem Tod 1936 tätig sein sollte. Der JFB trat 1907 dem BDF bei. Von 1914 bis 1924 gehörte Pappenheim dem Vorstand des BDF an.
Die Ziele des JFB waren einerseits feministisch – Stärkung der Frauenrechte und Förderung der Erwerbstätigkeit jüdischer Frauen –, entsprachen anderseits den traditionellen Zielen jüdischer Philanthropie – Ausübung der Wohltätigkeit als Gottesgebot. Die unterschiedlichen Bestrebungen zu integrieren, war für Pappenheim nicht immer leicht. Insbesondere erregte es Anstoß, dass sie in ihrem Kampf gegen den Mädchenhandel nicht nur offen über die jüdischen Frauen als Opfer, sondern auch über jüdische Männer als Täter sprach.
Sie kritisierte das Frauenbild in der jüdischen Religion und forderte als Angehörige der deutschen Frauenbewegung, die Ideale der Gleichberechtigung auch innerhalb der jüdischen Institutionen zu verwirklichen. Dabei ging es ihr besonders um Bildung und Gleichstellung im Berufsleben.
Eine Äußerung auf dem ersten Delegiertentag des JFB 1907 – „Vor dem jüdischen Gesetz ist die Frau kein Individuum, keine Persönlichkeit, nur als Geschlechtswesen wird sie beurteilt und anerkannt.“ – führte zu einer landesweit heftigen Reaktion seitens orthodoxer Rabbiner und jüdischer Presse. Man bestritt die Existenz der von Pappenheim beklagten Zustände – Mädchenhandel; Vernachlässigung unehelich geborener jüdischer Waisenkinder – und warf ihr „Schmähung des Judentums“ vor. Das politisch liberale emanzipierte Judentum hatte eine patriarchalisch-traditionalistische Haltung in der Frauenfrage.
Unterdessen wuchs der JFB stetig und zählte 1907 32.000 Mitglieder in 82 Vereinen. Der JFB war zeitweise mit über 50.000 Mitgliedern die größte karitative jüdische Organisation. 1917 forderte Bertha Pappenheim der „Zersplitterung innerhalb der jüdischen Wohlfahrtspflege ein Ende zu machen“, was mit zur Gründung der noch heute bestehenden Zentralwohlfahrtsstelle der Juden in Deutschland führte. In deren Vorstandsarbeit wurde sie von Sidonie Werner unterstützt.
Nach der Machtübernahme der Nationalsozialisten 1933 übernahm Pappenheim noch einmal den Vorsitz des JFB, gab ihn jedoch 1934 wieder ab, weil sie trotz der existenziellen Bedrohung der Juden in Deutschland ihre ablehnende Haltung zum Zionismus nicht aufgeben wollte, während im JFB – wie im deutschen Judentum insgesamt – der Zionismus nach 1933 zunehmend Zustimmung fand. Insbesondere ihre Haltung zur Jugend-Alijah hatte für Kontroversen gesorgt. Die Emigration von Kindern und Jugendlichen nach Palästina ohne ihre Eltern, die in Deutschland blieben, lehnte sie ab. Dennoch brachte sie selbst eine Gruppe von Heimkindern 1934 nach Großbritannien in Sicherheit. Nach Erlass der Nürnberger Gesetze am 15. September 1935 revidierte sie allerdings ihren Standpunkt und plädierte für die Auswanderung der jüdischen Bevölkerung. Nach dem Tod von Pappenheim wurden ihre Funktionen im JFB teilweise von Hannah Karminski übernommen. 1939 wurde der Jüdische Frauenbund von den Nationalsozialisten aufgelöst.

### Neu-Isenburg
Bertha Pappenheim war die Gründerin oder Initiatorin vieler Institutionen, wozu Kindergärten, Erziehungsheime und Bildungsstätten gehörten. In ihren Augen war ihr Haupt- und Lebenswerk das Mädchenwohnheim Neu-Isenburg.
1901 hatte sich nach einem Vortrag Pappenheims für den Israelitischen Hilfsverein ein Zusammenschluss von Frauen gebildet, der zunächst als Abteilung des Israelitischen Hilfsvereins, dann ab 1904 als eigenständiger Verein Weibliche Fürsorge das Ziel verfolgte, die Arbeit der diversen sozialen Initiativen und Projekte zu koordinieren und zu professionalisieren.

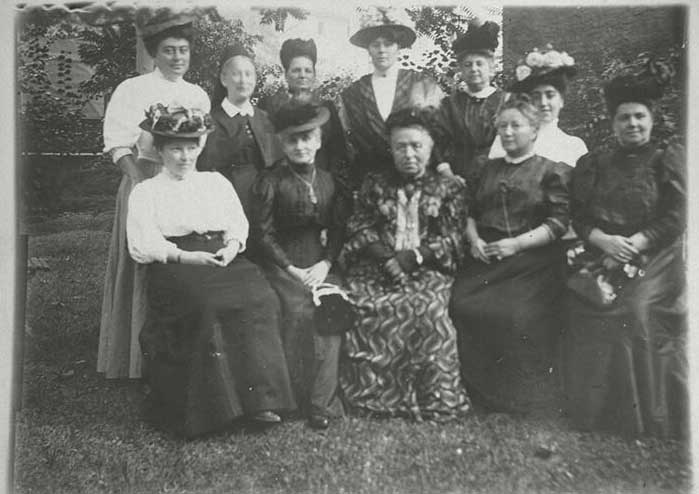
Der erste Vorstand des Vereins „Weibliche Fürsorge“ in Frankfurt a. M., 1904 (Bertha Pappenheim: vordere Reihe, Zweite von links)

Ab etwa 1906 verfolgte Pappenheim das Ziel, ein Mädchenwohnheim zur Unterstützung unehelich geborener und/oder von Prostitution und Mädchenhandel bedrohter jüdischer Frauen zu gründen. Dort sollten modellhaft die von ihr entwickelten Prinzipien jüdischer Sozialarbeit verwirklicht werden. Das Heim sollte unter verschiedenen Gesichtspunkten geführt werden:
- Im Gegensatz zur traditionellen jüdischen Wohltätigkeit sollte eine auf Erziehung zur Selbstständigkeit gerichtete moderne Sozialarbeit geleistet werden.
- Nach dem Prinzip der „nachgehenden Fürsorge“ sollte der weitere Lebensweg der ehemaligen Bewohnerinnen über längere Zeiträume begleitet werden, um erneute Vernachlässigung zu verhindern.
- Es sollte: … keine Anstalt für Fürsorgezöglinge im Sinne des Gesetzes sein, kein steinernes Denkmal einer Stiftung mit Aufschriften, Votivtafeln, Korridoren, Schlaf- und Eßsälen, einer Elementarschule, mit Karzer und Zellen und einer dominierenden Direktorsfamilie, sondern, wenn auch immer Surrogat der einzig wünschenswerten guten Familienerziehung, ein Heim.[10]
- Die Bewohnerinnen sollten in die jüdische Tradition und Kultur eingebunden werden.
- Die Einrichtung sollte von Einfachheit geprägt sein, so dass die Bewohnerinnen mit den Gegebenheiten und Anforderungen eines kleinbürgerlichen Haushalts vertraut sein würden.

Louise Goldschmidt, eine Verwandte von Pappenheims Mutter, überließ zur Gründung eines Mädchenwohnheims ein Doppelhaus in Neu-Isenburg, nahe Frankfurt am Main mit seinen Kliniken und sozialen Einrichtungen. Im Gegensatz zum preußischen Frankfurt bot das hessische Neu-Isenburg mit seinen weniger rigiden Gesetzen zudem Vorteile für Staatenlose.
Durch Spenden in Höhe von 19.000 Mark zur Einrichtung des Hauses konnte das Heim am 25. November 1907 seine Arbeit aufnehmen mit dem Ziel, „Schutz den Schutzbedürftigen und Erziehung den Erziehungsbedürftigen“ zu bieten.
Die Einrichtung war – bisweilen als übertrieben kritisiert – einfach. So gab es kein fließendes Wasser im Bad und eine Zentralheizung wurde erst 1920 eingebaut. Die Ausstattung erlaubte dafür die konsequente Befolgung der jüdischen Speise- und Reinheitsgebote, der Kaschruth. Selbst eine nur einmal im Jahr verwendete Pessachküche stand im Souterrain zur Verfügung.
Der Bildung der Bewohner galten Kunst in Haus und Garten – etwa der Kinderbrunnen Der vertriebene Storch, der von Fritz J. Kormis nach einer Erzählung von Pappenheim gestaltet wurde –, Vorlesungen, kleine Theateraufführungen und Vorträge, unter anderem von Martin Buber, der als Freund Pappenheims einige Male zu Gast war.
Die Zahl der Bewohnerinnen war anfangs gering, wuchs aber im Laufe der Zeit von 10 im Jahr 1908 auf 152 im Jahr 1928. Grundstück und bestehende Gebäude wurden durch Zukauf und Schenkung erweitert und dem gewachsenen Bedarf angepasst, zusätzliche Bauten wurden errichtet. Zuletzt umfasste das Heim vier Gebäude, dazu gehörten ein Haus für die Schwangeren und Frischentbundenen – die Entbindung selbst erfolgte in der Frankfurter Klinik – und eine Isolierstation.
Die schulpflichtigen Kinder des Heims besuchten die Volksschule in Neu-Isenburg. Es gab eine intensive ärztliche Betreuung der Heimbewohner und regelmäßig stattfindende psychiatrische Untersuchungen. Eine psychoanalytische Behandlung der Heimbewohner lehnte Pappenheim ab. Sie selbst hat sich nur einmal allgemein zur Psychoanalyse geäußert: Psychoanalyse ist in der Hand des Arztes, was die Beichte in der Hand des katholischen Geistlichen ist; es hängt von dem Anwender und der Anwendung ab, ob sie ein gutes Instrument oder ein zweischneidiges Schwert ist.
Da die laufende Finanzierung des Heims möglichst nicht auf reiche Einzelspender angewiesen sein sollte, wurde der Verein Heim des jüdischen Frauenbundes e. V. als Träger und Eigentümer des Heimes gegründet. Durch die Mitgliedsbeiträge von 3 Mark pro Jahr sollte die Deckung der laufenden Kosten auf eine breitere Basis gestellt werden.
Die Anerkennung ihrer Arbeit in Neu-Isenburg blieb Bertha Pappenheim zunächst versagt. Orthodoxe jüdische Kreise betrachteten die Gründung des Heims als Skandal und seine Existenz als stillschweigende Unterstützung von Prostitution und Unmoral. Um die zumeist von ihren Familien verstoßenen unehelichen Mütter, jungen Prostituierten und deren Kinder wieder in die jüdische Gemeinschaft einzugliedern, bemühte sich das Heim, Familien zur Wiederaufnahme der Verstoßenen und bekannte Väter zu Ehelichung oder Alimentenzahlung zu bewegen.

### Letzte Jahre und Tod
Nach dem Tod der Mutter 1905 hatte Bertha Pappenheim viele Jahre allein und ohne private Bindung gelebt. „Mir ward die Liebe nicht“, klagt sie in einem Gedicht aus dem Jahr 1911. Ab 1924 verband sie eine enge Freundschaft mit der 38 Jahre jüngeren Hannah Karminski, als diese die Leitung des Jüdischen Mädchenclubs übernahm. Beide Frauen verbrachten möglichst jede freie Minute zusammen. Als Karminski 1925 für einige Zeit nach Berlin zog, schrieben sich beide fast täglich Briefe.
Auf einer Reise nach Österreich im Jahr 1935 stiftete sie schließlich nach jahrelangen Verhandlungen dem Museum für angewandte Kunst in ihrer Heimatstadt Wien zwei ihrer Sammlungen. Bei den Sammlungen handelt es sich um rund 1800 historische und zeitgenössische Spitzen, die sie auf ihren Reisen erworben hatte, sowie über hundert Eisengusskunst-Objekte aus dem 19. Jahrhundert.
Von Wien reiste sie nach Ischl. Während dieser Reisen verschlechterte sich ihr Allgemeinzustand und man brachte sie in das Israelitische Krankenhaus nach München. Dort wurde während einer Operation eine bösartige Tumorerkrankung festgestellt. Trotz ihrer Krankheit reiste sie Ende 1935 nach Amsterdam, um Henrietta Szold, die Leiterin der Jugend-Alija, zu treffen, und noch einmal nach Galizien, um das Beth-Jakob-Schulwerk zu beraten. Nach Frankfurt zurückgekehrt verschlimmerte sich ihr Leiden so, dass sie bettlägerig wurde. Hinzu kam eine Gelbsucht.
In ihren letzten Tagen wurde sie von der Staatspolizeistelle Offenbach zu einem Verhör vorgeladen. Grund war die Denunziation einer christlichen Angestellten des Heims: Eine Heimbewohnerin habe eine abfällige Äußerung über Adolf Hitler gemacht. Pappenheim bestand darauf, trotz ihrer angegriffenen Gesundheit zum Verhör zu erscheinen. Nach dem Verhör am 16. April 1936, in dem sie ruhig, aber bestimmt Auskunft zu den Vorwürfen gab, wurden keine weiteren Schritte seitens der Staatspolizei unternommen.
Sie starb, bis zuletzt von ihrer Freundin Hannah Karminski betreut, am 28. Mai 1936 und wurde neben ihrer Mutter auf dem Frankfurter Friedhof (heute Alter Jüdischer Friedhof) beerdigt.
Nach dem Tod von Bertha Pappenheim konnte die Arbeit in Neu-Isenburg bis zu den Olympischen Spielen 1936 im Wesentlichen ungestört fortgesetzt werden. Ab 1937 durften die Heimkinder die Volksschule in Neu-Isenburg nicht mehr besuchen und mussten täglich in die jüdische Schule nach Frankfurt gebracht werden. Ab 1938 wurde von der Isenburger NSDAP-Ortsgruppe die Auflösung des Heims betrieben.
Am 10. November 1938, einen Tag nach der „Reichspogromnacht“, wurde das Heim überfallen. Das Hauptgebäude wurde angezündet und brannte nieder, die übrigen Gebäude wurden verwüstet. Am 31. März 1942 wurde das Heim durch die Gestapo aufgelöst. Die noch verbliebenen Heimbewohner wurden in das Ghetto Theresienstadt deportiert, wo viele den Tod fanden. Am 9. Dezember 1942 wurde Hannah Karminski in das Vernichtungslager Auschwitz-Birkenau gebracht. Dort wurde sie am 4. Juni 1943 ermordet.

## Literarisches Schaffen

### Erzählungen und Dramen

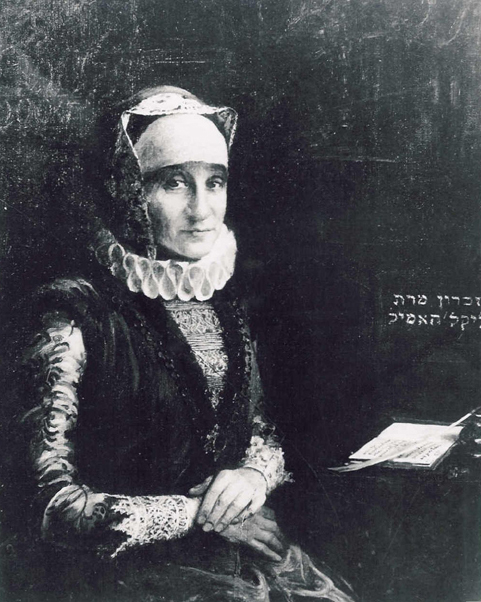
Bertha Pappenheim im Kostüm der Glikl bas Judah Leib

Ihre ersten Arbeiten veröffentlichte Bertha Pappenheim zunächst anonym, dann unter dem Pseudonym „Paul Berthold“, eine zu der Zeit unter weiblichen Schriftstellern noch verbreitete Praxis. Das Pseudonym leitet sich von ihrem Namen ab: Aus „Berth(a) Pappenheim“ wurde „P(aul) Berth(old)“. Ab 1902 veröffentlichte sie Novellen und Bühnenstücke unter eigenem Namen.
Den 1888 anonym erschienenen Kleinen Geschichten für Kinder folgte 1890 der Erzählungsband In der Trödelbude. Die neun Novellen des Bandes haben als Gegenstand jeweils einen defekten oder sonst wie untauglichen Trödel: eine Spitze, eine Spieldose oder eine Kaffeekanne.
1913 veröffentlichte sie das Schauspiel Tragische Momente. Drei Lebensbilder. Die Lebensbilder entsprechen drei Stationen im Leben eines jüdischen Ehepaars. Im ersten Bild erlebt das junge Paar die Grausamkeiten der russischen Pogrome von 1904. Sie flüchten nach Frankfurt. Im zweiten Bild werden sie als russische Juden in der Gemeinde nicht akzeptiert. Ein jüdischer Gastwirt will die Frau als Animiermädchen und den Mann als Falschspieler beschäftigen. Als die beiden das ablehnen, denunziert er sie als politische Verbrecher. Sie flüchten nach Palästina. Das dritte Bild zeigt den Mann als Witwer, der auf die Heimkehr seines Sohnes aus Europa wartet. Als der bekennt, sich ein Leben als Bauer in Palästina nicht vorstellen zu können, tötet sich der Vater. 1933 lehnt Pappenheim es ab, das Stück bei einer Delegiertenversammlung des JFB aufzuführen, da die „‚Tragischen Momente‘, die ich ohne Tendenzabsichten geschrieben habe, heute sicher in Zionistenkreisen ob ihrer Aktualität Anstoß erregen würde[n].“ Sie rate davon ab, „Sprengstoff zwischen die Weiblein zu streuen“.
Darüber hinaus gab es zahlreiche zu ihren Lebzeiten unveröffentlichte Texte. Das Meiste ist verloren, das Verbliebene verstreut. Zu den verstreuten Texten gehören die sogenannten Denkzettel, kurze, teilweise datierte Maximen und Sinnsprüche, von denen sie einige in ihren letzten Jahren von ihrer Sekretärin Lucy Jourdan sammeln und abschreiben ließ. Beispiel: „Wer sich ohne zwingende Not seiner Freiheit begibt, ist sie nicht wert.“ Dazu gehören auch die Gebete, die schon kurz nach Pappenheims Tod vom Jüdischen Frauenbund herausgegeben wurden. Es sind keine Gebete im Sinn eines traditionellen Judentums, sondern persönliche, an Gott gerichtete Gedichte.
Ein Gedicht Pappenheims aus der Zeit von 1910 bis 1912:
Mir ward die Liebe nicht –
Drum leb’ ich wie die Pflanze,
Im Keller ohne Licht.
Mir ward die Liebe nicht –
Drum tön’ ich wie die Geige,
Der man den Bogen bricht.
Mir ward die Liebe nicht –
Drum wühl’ ich mich in Arbeit
Und leb’ mich wund an Pflicht.
Mir ward die Liebe nicht –
Drum denk’ ich gern des Todes,
Als freundliches Gesicht.

### Übersetzungen
Eine ihrer ersten Arbeiten war die Übersetzung von Mary Wollstonecrafts programmatischer Grundschrift der feministischen Bewegung aus dem Englischen,
die 1899 unter dem Titel Mary Wollstonecraft – Eine Verteidigung der Rechte der Frau erschien.
Ab 1910 übersetzte sie mehrere jiddische Schriften ins Deutsche:
- die Erinnerungen der Glikl bas Judah Leib (genannt Glückel von Hameln) (1910), aus dem Westjiddischen
- das Ma'assebuch, auch „Frauentalmud“ genannt, eine Sammlung von Geschichten aus Talmud und Midrasch (1929) und
- Teile von Ze’enah u-Re’enah, der sogenannten „Frauenbibel“.

Von ihrer Übersetzung der Frauenbibel ist nur der erste Teil erschienen (1. Buch Mose). Die Übersetzungen des 2. und 3. Buches Mose scheinen verloren.
Bertha Pappenheim bearbeitete ausschließlich Texte von Frauen bzw. für Frauen; mit dem Maassebuch und der Frauenbibel die am weitest verbreiteten Werke der jiddischen „Frauenliteratur“. Von den mit der Übersetzung verfolgten Zielen sagt sie im Vorwort der Glikl:
Die Übertragung des Textes in gemeinverständliche Sprache und Schriftzeichen hat den Zweck, das Bild einer Frau neu zu beleben, die, tief in ihrer Zeit wurzelnd, durch ungewöhnliche Geistesgaben hervorragte, die treu war ihrem Glauben, treu ihrem Volke, treu ihrer Familie und treu sich selbst.
Und im Vorwort das Ma’assebuch schreibt sie:
In der Hand von Eltern, Erziehern und Lehrern können die ‚Allerlei Geschichten‘ eine Brücke zu dem erneuten Verständnis der Bedeutung überlieferten jüdischen Kultur- und Glaubensgutes werden.
Zusammen mit ihrem Bruder Wilhelm und Stefan Meyer, einem Verwandten, hatte sie bei der Erkundung ihres Stammbaums herausgefunden, dass sie mit Glikl verwandtschaftlich verbunden war. Des Weiteren ließ sich Pappenheim als Glikl von Leopold Pilichowski (1869–1934) porträtieren.

### Artikel und Aufklärungsschriften
Der Schwerpunkt ihrer Schriften lag aber auf der Aufklärung, insbesondere über die soziale Situation jüdischer Flüchtlinge und den Mädchenhandel. 1930 publizierte sie ihr bekanntestes Buch, die Sisyphus-Arbeit, eine Studie über Mädchenhandel und Prostitution in Osteuropa und dem Orient.

## Anna O.
Bekannt geworden ist Bertha Pappenheim einer breiteren Öffentlichkeit als Patientin von Josef Breuer unter dem Pseudonym Fräulein „Anna O.“. Ihre Fallgeschichte wird in den „Studien über Hysterie“ (1895) geschildert, die Breuer zusammen mit Sigmund Freud herausbrachte. Sie wird als der erste Fall geschildert, in dem es gelang, die Hysterie „vollständig zu durchleuchten“ und die Symptome zum Verschwinden zu bringen. Ihre Aussage, dass das Aussprechen ihr helfe, ihre Seele zu entlasten, entspricht der später als „Katharsis-Theorie“ bezeichneten Behandlungstechnik der Psychoanalyse. Freud bezeichnete sie deshalb als die „eigentliche Begründerin des psychoanalytischen Verfahrens“. Aufgrund dieser Fallgeschichte wurde die Aussage, „der Hysterische leide größtenteils an Reminiszenzen“, also traumatischen Erinnerungsinhalten, die durch Erzählen „verarbeitet“ werden können, erstmals formuliert.
Dazu Freud selbst:
Der Breuersche Fund ist noch heute die Grundlage der psychoanalytischen Therapie. Der Satz, daß die Symptome verschwinden, wenn man ihre unbewußten Vorbedingungen bewußtgemacht hat, ist durch alle weitere Forschung bestätigt worden […].

## Nachleben und Würdigung

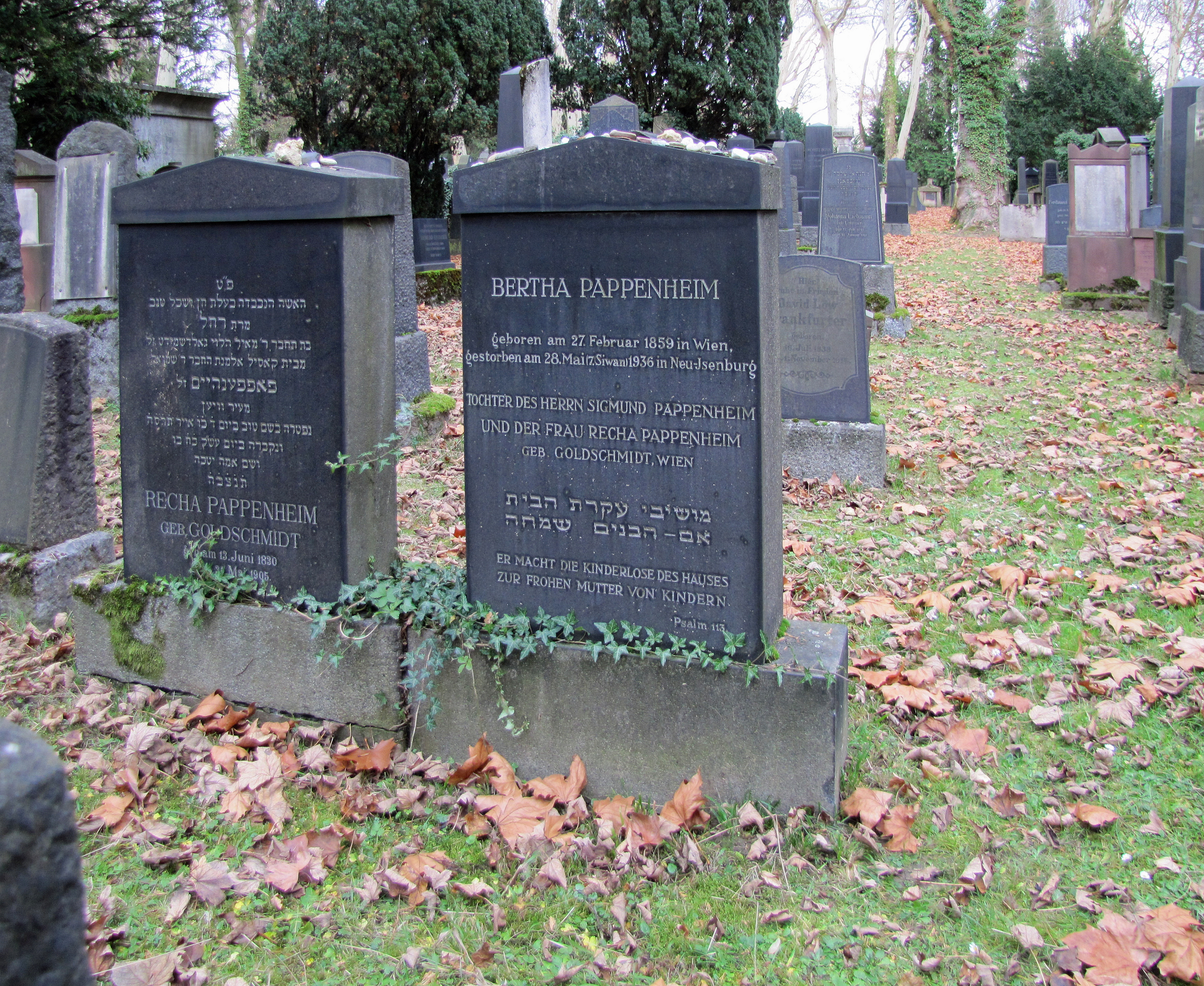
Grab in Frankfurt am Main